# Poštak
Poštak este o arie protejată (sit de importanță comunitară — SCI) din Croația întinsă pe o suprafață de 2.737,89 ha, integral pe uscat.

## Localizare
Centrul sitului Poštak este situat la coordonatele 44°13′16″N 16°07′48″E / 44.221°N 16.13°E.

## Înființare
Situl Poštak a fost declarat sit de importanță comunitară în iulie 2013 pentru a proteja 1 specie de plante și 2 specii de animale.

## Biodiversitate
Situată în ecoregiunile alpină și mediteraneană, aria protejată conține 1 habitat natural: Pajiști uscate din regiunea submediteraneeană estică (Scorzoneratalia villosae).
La baza desemnării sitului se află mai multe specii protejate:
- plante (1): sisinei (Pulsatilla grandis)
- nevertebrate (1): Proterebia afra dalmata
- reptile (1): Vipera ursinii macrops

Pe lângă speciile protejate, pe teritoriul sitului au mai fost identificate 1 specie de plante.